# Ashinazuchi y Tenazuchi
Ashinazuchi (足名椎命, en el Kojiki; 脚摩乳, en el Nihonshoki?) y Tenazuchi (手名椎命, en el Kojiki; 手摩乳, en el Nihonshoki?) son una pareja de kami dentro de la mitología japonesa. Ambos son hijos de Ōyamatsumi y a su vez nietos de Izanagi e Izanami. Ashinazuchi es una deidad masculina y Tenazuchi es la deidad femenina.

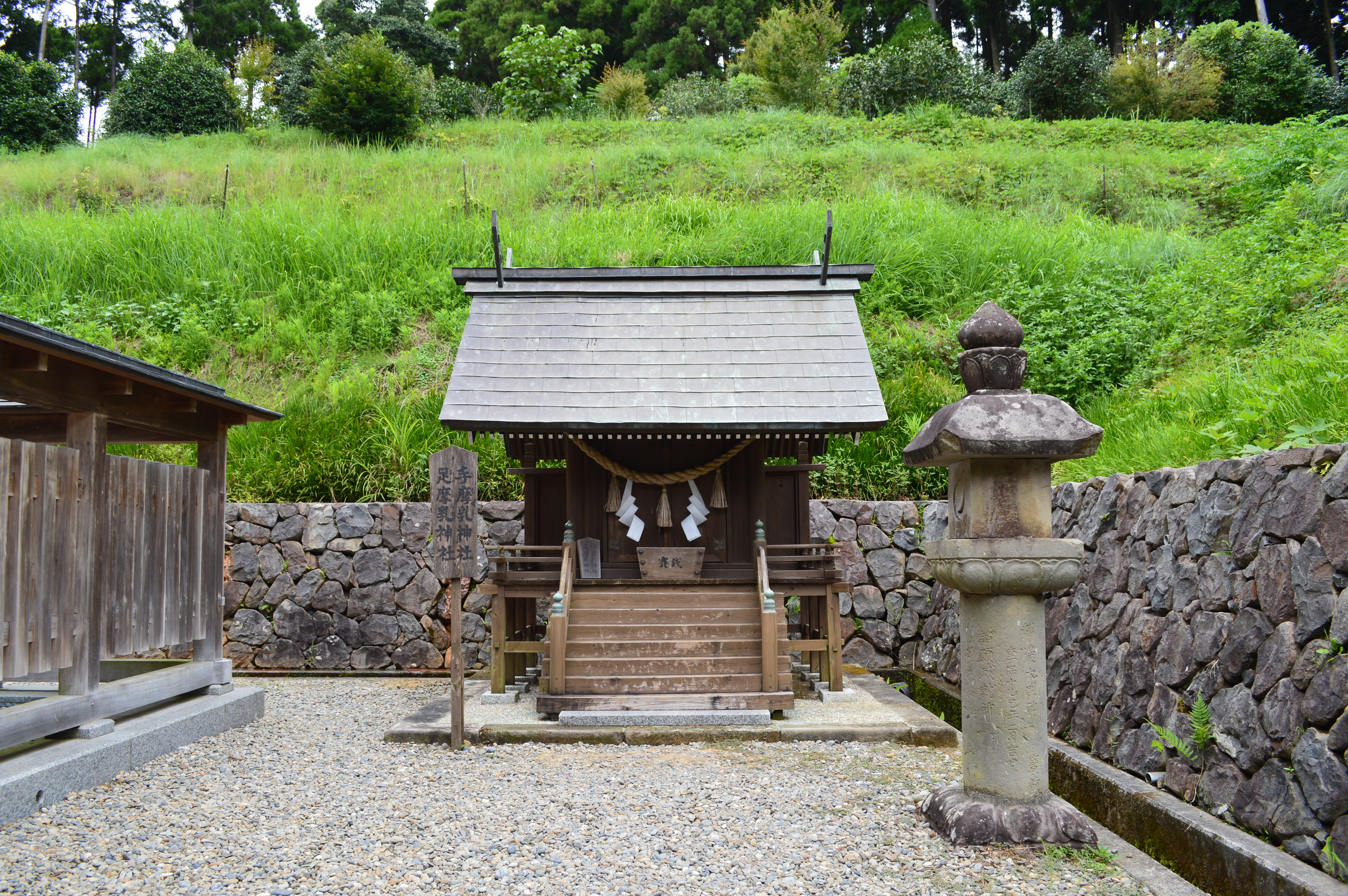
Ashinazuchi y Tenazuchi.

Ambos vivieron en la parte superior del río Hi, en el país de Izumo, y su aparición ocurre dentro de la historia del exterminio de la legendaria serpiente Yamata no Orochi. Tras la expulsión de Susanoo del cielo, llegó a Izumo y se encontró con la pareja de dioses, ya ancianos. Ashinazuchi y Tenazuchi se lamentaban ante Susanoo de que Yamata no Orochi había devorado cada año a una de sus ocho hijas y que justamente estaba por llegar a devorar a su única hija sobreviviente, Kushinadahime (Princesa del Arrozal y del Peine).
Susanoo, estaba interesado en exterminar a la serpiente a cambio de que ambos dioses ofrecieran a su hija en matrimonio, por lo que accedieron. Luego Susanoo tomó a la joven diosa, la convirtió en un peine y se la puso en su cabeza; después ordenó a Ashinazuchi y Tenazuchi a que preparasen una trampa consistente en un cercado especial con ocho plataformas que contenían a su vez ocho tinajas de sake ocho veces refinado; ya que la serpiente poseía ocho cabezas. Cuando embriagó a Yamata no Orochi, Susanoo atacó y mutiló a la serpiente en varios pedazos, y logró sacar de su cola la espada Kusanagi. Posteriormente, Susanoo y Kushinadahime contrajeron matrimonio y construyen un palacio de la provincia de Suga.
Ambas deidades son consagradas en el Santuario Susa de la ciudad de Izumo, prefectura de Shimane; y en el Santuario Hikawa de la ciudad de Kawagoeshi, prefectura de Saitama.